# Северна провинция (Шри Ланка)
Северна провинция се намира в северната част Шри Ланка с площ 8884 км 2 и население 1 059 888 души (2011). Административен център е град Джафна.